# Método de composición de Wolfgang Amadeus Mozart

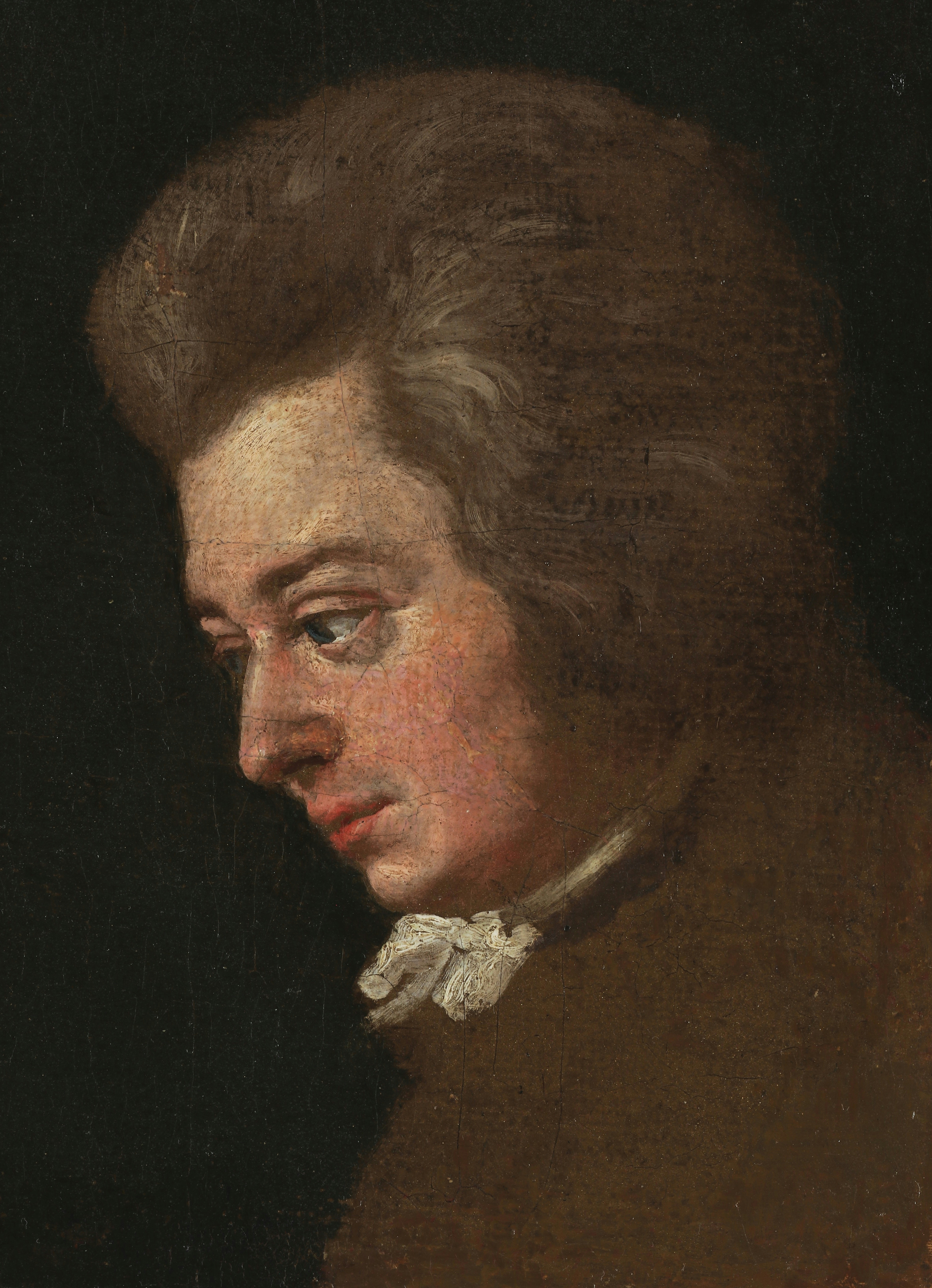
Retrato inacabado de Mozart, obra de su cuñado Joseph Lange.

Determinar cuál era el método de composición de Wolfgang Amadeus Mozart ha sido una cuestión muy estudiada. La visión decimonónica de este tema se basaba a menudo en una concepción romántica e idealizada de su proceso de composición. Los estudios más recientes han tratado de abordar el asunto a través del examen sistemático de las cartas y documentos que han sobrevivido, llegando a diversas conclusiones.

## Esbozos
Mozart anotaba a menudo esbozos de sus composiciones, con una extensión que oscilaba entre breves fragmentos y extensos borradores. Muchos de estos bosquejos no han sobrevivido por haber sido destruidos por la esposa de Mozart después de la muerte de este. Sin embargo, han llegado a nosotros alrededor de trescientos veinte esbozos, lo que supone alrededor del diez por ciento de la obra del compositor.
Ulrich Konrad, especialista en los bosquejos, describe el efectivo sistema de esquematización que usaba Mozart, basándose en el análisis de los documentos conservados. Los esbozos más «primitivos» están escritos con una caligrafía despreocupada, mostrando breves fragmentos de música. Los bosquejos más desarrollados cubren las principales líneas musicales (y la melodía y, con frecuencia, el bajo), dejando otras líneas en blanco, para ser rellenadas posteriormente. Mozart consideraba que estaba completa una partitura en forma de borrador, de tal forma que la apuntaba en su catálogo personal, que llamaba Verzeichnüss aller meiner Werke. Sin embargo, el borrador no incluía todas las notas: faltaba por completar las voces intermedias, rellenando la armonía; estos elementos se añadían para crear la partitura completa, que aparecía en una caligrafía muy legible.
Este procedimiento concuerda con lo que Mozart escribió a su padre en una carta, fechada el 30 de diciembre de 1780, en la que habla de su ópera Idomeneo, haciendo una distinción entre «compuesto» y «escrito»: «Tengo que terminar [de escribir esta carta] ahora, porque he de ir a gran velocidad, todo está compuesto, pero aún no está escrito». Para Konrad, Mozart habría completado el borrador de la partitura de la obra, pero aún necesitaba producir la versión final completa.
De los bocetos que han sobrevivido, ninguno corresponde a obras para teclado solo. Konrad sugiere que la «improvisación [faceta en la que Mozart tenía grandes aptitudes, véase más abajo] o la prueba real de posibilidades particularmente exigentes e imaginativas podía compensar en este caso la falta de esbozos».

## Uso del piano para componer
No cabe duda de que Mozart necesitaba un piano para elaborar sus ideas musicales, esto puede deducirse de sus cartas y de otro material biográfico. Por ejemplo, el 1 de agosto de 1781, Mozart escribió a su padre hablándole de sus preparativos para instalarse en Viena, ciudad a la que se había trasladado recientemente: «La habitación a la que me voy a trasladar está siendo preparada; voy a salir ahora para alquilar un piano, porque no puedo vivir allí hasta que no me lo hayan entregado [el piano], especialmente cuando tengo que escribir ahora mismo, y no hay tiempo que perder». Konrad cita una carta similar escrita desde París, indicando que Mozart no compuso mientras permanecía en el hospedaje, pero que visitaba otras casas para utilizar el piano que hubiera allí. Una evidencia similar se halla en las biografías basadas en las memorias de Constanze Mozart.

## Obras incompletas
Alrededor de ciento cincuenta de las obras de Mozart que han llegado a nosotros están incompletas, aproximadamente un cuarto del total. Gracias al análisis de las marcas de agua y de la tinta, se sabe que algunas de las obras completas parecen ser finalizaciones de fragmentos que se dejaron incompletos durante mucho tiempo. Este es el caso de los conciertos para piano números 14 (KV 449), 23 (KV 488), 25 (KV 503) y 27 (KV 595), así como del Concierto para clarinete (KV 622).
En la actualidad, no se conoce la causa de que tantas obras quedaran incompletas. En algunas, el registro histórico muestra que lo que Mozart pensó como una oportunidad para la interpretación improvisada en el transcurso de la ejecución, desaparecía durante la composición . Braunbehrens (1990) observa:  «Muchas piezas [...] fueron escritas por encargo o para una interpretación específica,  si no eran para el propio uso del compositor. Mozart a menudo resaltaba que él nunca consideraría escribir algo para lo que no hubiera perspectivas de interpretación en público. En efecto, casi ninguna de sus obras  fue escrita sin una ocasión particular o, al menos, para hacer uso en sus propios conciertos».

## Improvisación
No cabe duda de que Mozart tenía una habilidad prodigiosa para "componer sobre la marcha", es decir, para improvisar. Al parecer, poseía esta habilidad incluso en la infancia, tal como señaló el prior benedictino Placidus Scharl:

Incluso a los seis años de edad era capaz de tocar las más difíciles piezas para pianoforte, de su propia invención. Rozaba la octava, [intervalo] que sus pequeños dedos no podían alcanzar, a una velocidad fascinante y con una precisión maravillosa. Uno sólo tenía que darle el primer sujeto para que viniera a su mente una fuga o una invención: él lo desarrollaba con extrañas variaciones y pasajes constantemente cambiantes tan largos como quisiera; podía improvisar contrapuntísticamente un pasaje durante horas, y esta forma libre de tocar era su mayor pasión.

En el transcurso del viaje que realizó a Italia durante su adolescencia, Mozart dio un concierto en Venecia el 5 de marzo de 1771. Según un testigo, «un músico experimentado le dio un tema de fuga, que desarrolló durante más de una hora con tal ciencia, destreza, armonía y apropiada atención al ritmo, que incluso los más grandes entendidos quedaron atónitos».
Mozart continuó improvisando en público siendo adulto. Por ejemplo, el exitoso concierto que dio en Praga en 1787, en el cual estrenó su Sinfonía n.º 38, conocida como la Sinfonía "Praga", concluyó con una improvisación de media hora por parte del compositor.

### Uso de la improvisación como apoyo a la repentización
Existen evidencias de que Mozart usó, en una ocasión, su habilidad improvisatoria para apoyar sus repentizaciones o ejecuciones a primera vista. Así, el compositor André Grétry afirma:

Una vez en Ginebra conocí a un niño que podía tocar cualquier cosa a primera vista. Su padre me dijo después del encuentro:  Así que no debe quedarte duda sobre el talento de mi hijo; escríbele algo, para mañana, un movimiento de sonata muy difícil. Le escribí un Allegro en mi bemol [mayor]; difícil, pero sin pretensiones; él lo tocó y todos, excepto yo mismo, creyeron que era un milagro. El niño no se detuvo; pero siguiendo las modulaciones, había modificado varios pasajes con respecto a lo que yo había escrito...

Al parecer, el encuentro entre Grétry y el joven Mozart tuvo lugar en 1766.

### Uso de la improvisación como recurso para ahorrar tiempo
Braunbehrens sugiere que, en al menos una ocasión, Mozart llegó a tocar una de sus obras en público improvisando la parte de piano. Esto es lo que ocurrió con el Concierto para piano n.º 26 (KV 537), estrenado el 24 de febrero de 1788. En esta obra, el segundo movimiento se inicia con un pasaje solista para el piano; la partitura autógrafa de la música muestra las siguientes notas:

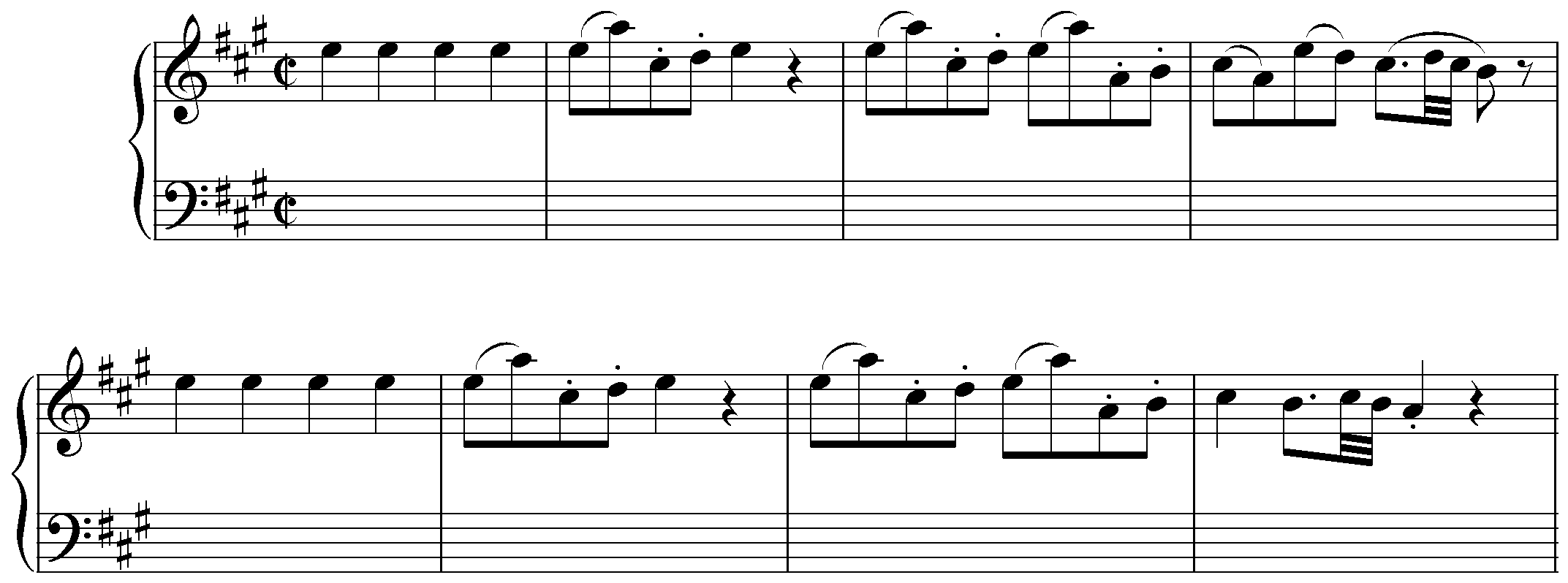
Los ocho primeros compases del segundo movimiento del concierto para piano KV. 537. La imagen muestra la parte de piano tal como aparece en la versión escrita a mano por Mozart, en la cual las notas para la mano izquierda se dejan para que el intérprete improvise. Fuente: Braunbehrens (1990) Mozart in Vienna, p. 6.

Braunbehrens y otros especialistas afirman que es posible que Mozart no iniciase el movimiento con una línea melódica sin adornos, y que fuese improvisando un acompañamiento en la mano izquierda. A lo largo del concierto aparecen pasajes similares.
La obra fue publicada solamente en 1794, tres años después de la muerte de Mozart, y el editor Johann André encontró a algún otro compositor (cuya identidad es desconocida) para rellenar los pasajes incompletos; desde entonces, la obra suele interpretarse según esa versión.

## La memoria de Mozart
Al parecer, Mozart poseía una excelente memoria para la música, aunque probablemente no la habilidad casi milagrosa que ha pasado a mito. Evidencia de su memoria para la música es su uso del piano y de esbozos para componer, mencionados más arriba. No obstante, varias anécdotas dan testimonio de las habilidades memorísticas de Mozart.
Dos de sus sonatas para violín dieron pie a anécdotas sobre el hecho de que Mozart interpretó en el estreno la parte de piano de memoria, mientras que el violinista tocaba la partitura. Esto es real para la Sonata para violín n.º 27 (KV 379/373a) sobre la que Mozart escribió en una carta a Leopold (8 de abril de 1781) que había desarrollado la parte de violín en una hora la noche anterior a la interpretación, «pero a fin de ser capaz de terminarla, sólo escribí el acompañamiento para Brunetti y retuve mi propia parte en la cabeza». Una historia similar ha llegado a nuestros días sobre la Sonata para violín n.º 32 (KV 454) interpretada ante el emperador José II de Habsburgo en el Kärntnertortheater el 29 de abril de 1784.
Uno podría cuestionarse si, en efecto, en estas ocasiones Mozart retuvo en su mente la parte para piano completa, nota por nota. Lo más probable es que hiciera uso de sus habilidades para rellenar huecos mediante la improvisación.
Otro ejemplo de la gran memoria de Mozart es el célebre episodio de la memorización de oído y posterior trascripción del Miserere de Gregorio Allegri en la Capilla Sixtina cuando tenía catorce años de edad. Aquí, varios factores sugieren nuevamente las grandes facultades de Mozart, aunque sin llegar a ser milagrosas: la obra en cuestión es bastante repetitiva, además de que Mozart pudo volver a escucharla dos días más tarde, corrigiendo los errores cometidos en la transcripción. Solomon sugiere que Mozart pudo haber visto otra copia antes.

## La visión decimonónica
Konrad describe el punto de vista que, sobre la erudición de Mozart, prevaleció en el siglo XIX. En particular, el «hacer música fue [...] mitificado como acto creativo». En esa época se referían al proceso compositivo de Mozart como una forma de «composición impulsiva e improvisatoria [...] casi como un acto vegetativo de creación». Konrad sostiene que el siglo XIX también idealizó la memoria musical de Mozart. 

### La carta de Rochlitz
Una fuente importante para las concepciones tempranas acerca del método de composición de Mozart fue la obra de Friedrich Rochlitz, editor de principios del siglo XIX, que propagó una serie de anécdotas sobre Mozart que se consideraron auténticas durante mucho tiempo, pero que han sido puestas en duda por investigaciones recientes. Entre otras cosas, Rochlitz publicó una carta, indicando que era de Mozart pero que hoy se considera falsa, en la cual se habla acerca de su método de composición.
Esta carta fue tomada como evidencia en dos puntos considerados dudosos por los especialistas modernos. Uno es la idea de que Mozart componía en una especie de proceso mental pasivo, de tal manera que las ideas simplemente venían a él:

Cuando soy [...] completamente yo mismo, [estoy] enteramente solo y de buen humor; ya sea viajando en un carruaje, o paseando después de un buen almuerzo, o durante la noche cuando no puedo dormir; es en estas ocasiones cuando mis ideas fluyen mejor y de forma más abundante. No sé de dónde ni cuándo vienen, ni puedo forzarlas. Aquellas ideas que me agradan, las retengo en [...] la memoria, y estoy acostumbrado, tal y como te he dicho, a canturrearlas para mí mismo. Si continúo de esta forma, pronto me ocurrirá que sacaré provecho de este o ese bocado, de tal manera que podré formar un buen plato con eso, como se dice, de acuerdo con las reglas del contrapunto, con las peculiaridades de los distintos instrumentos, etc.

La carta falsificada de Rochlitz fue utilizada también en las investigaciones tempranas sobre Mozart para dar veracidad a la historia, aparentemente falsa, de que Mozart podía componer contando únicamente con su memoria, sin hacer uso del piano ni de esbozos:

Todo esto enciende mi mente y, puesto que no estoy desconcentrado, mi sujeto se alarga a sí mismo, se sistematiza y define, y entero, aunque sea largo, permanece casi terminado y completo en mi mente, de tal manera que puedo contemplarlo, como [si fuera] una excelente pintura o una hermosa estatua, de un vistazo. Ni hago ni oigo en mi imaginación las partes sucesivamente, sino que las oigo [...] todas a la primera [...] Cuando procedo escribir mis ideas, las saco del bolso de mi memoria, [...] en el que han sido previamente reunidas, de la forma que ya he mencionado. Por este motivo, la puesta por escrito se hace lo suficientemente rápido, como para que todo esté, como dije antes, ya terminado; y raras veces difiere lo que hay en el papel de lo que había en mi imaginación.

Aunque ha sido influyente en las concepciones históricas sobre Mozart, la carta no se considera en la actualidad una descripción precisa del método de composición del compositor austriaco.